# DeltaHawk DH160

DeltaHawk DH160

DeltaHawk DH160 — це американський авіаційний двигун, що розробляється DeltaHawk Engines, Inc. з міста Расін, штат Вісконсин, і призначений для використання в легких літаках.

## Розробка двигуна
Двигун DeltaHawk DH160 — це 4-циліндровий двотактний, V-образний двигун із рідинним охолоджуванням та прямим приводом, розроблений на принципах дизельного двигуна. Цей двигун має потужність 160 к. с. (119 кВт).
Компанія планувала отримати сертифікацію типу Федеральної авіаційної адміністрації у 2015 році, але наразі не змогли досягти цього.

## Технічні характеристики (DH160)

### Основні характеристики
- Тип: 4-циліндровий двотактний дизельний двигун
- Суха вага: 148 кг (326,3 фунта)

### Компоненти
- Тип палива: Дизельне паливо
- Система охолодження: водяне

### Продуктивність
- Вихідна потужність: 160 к. с. (119 кВт)
- Ступінь стиснення: 22:1